# 失敗の本質
『失敗の本質 日本軍の組織論的研究』（しっぱいのほんしつ にほんぐんのそしきろんてきけんきゅう）は、社会科学研究を用いた旧日本軍の戦史研究。
研究者6名（戸部良一、寺本義也、鎌田伸一、杉之尾孝生、村井友秀、野中郁次郎）での共著である。

## 刊行書誌
- 単行初版：1984年（昭和59年）5月、ダイヤモンド社。ISBN 978-4478370131
- 1991年（平成3年）8月、中公文庫。ISBN 978-4122018334
- 2024年（令和6年）12月、中公文庫・改訂版（野中郁次郎の新版あとがき）。ISBN 978-4122075931

## 概要
分析対象はノモンハン事件と、太平洋戦争におけるミッドウェー作戦、ガダルカナル作戦、インパール作戦、レイテ沖海戦、沖縄戦。第二次世界大戦前後の「大日本帝国の主要な失敗策」を通じ、日本軍が敗戦した原因を追究すると同時に、歴史研究（軍事史）と組織論を組み合わせた学際的研究書である。
大前提として「大東亜戦争は客観的に見て、最初から勝てない戦争」であったとする。それでも各作戦においてはもっと良い勝ち方、負け方があるのではないか、というのが著者たちの考え方である。各作戦は失敗の連続であったが、それは日本軍の組織特性によるのではないかと考えた。「戦い方」の失敗を研究することを通して、「組織としての日本軍の遺産を批判的に継承もしくは拒絶」することが出版の主目的であった（「本書のねらい」）。
戦史研究（事例研究）を中心とする防衛大学校研究者と、野中郁次郎などの組織論研究者（帰納法の思考に重点を置く）との、両者の共同研究によって生まれた。
結論で、日本軍はインフォーマルな環境に過度に適応し、水面下の官僚的組織原理と属人ネットワークで行動し、作戦参謀の来島参謀の「突つけば穴だらけ、みな十分に反省している」と、内輪の論理で決まってしまい、失敗の総括を阻害して、学習棄却（かつて学んだ知識を捨てた上での学び直し）を通して、何一つ自己革新と軍事的合理性の追求が出来なかったとした。

## 評価
著者の一人である野中郁次郎によれば、原稿を持ち込んだダイヤモンド社も「タイトルが暗い」などと消極的だったが、野中と社長との個人的な縁もあり何とか出版にこぎ着けた。出版当初は全く反応がなかったが、『週刊文春』に外務省官僚の岡崎久彦による「非常に好意的な書評」が掲載されたことが、広く読まれるようになるきっかけのひとつとなったという。
2010年（平成22年）には勝間和代、2012年（平成24年）には新浪剛史（現・サントリー会長・元社長）が本書を推薦している。また東京都知事の小池百合子は2016年に本書を「座右の書」として称賛（9月23日記者会見）、文庫版の帯に小池の写真と推薦コピーがあしらわれた事もある。2024年（令和6年）の中公文庫の改訂版では柳井正（ファーストリテイリング会長兼社長）、宇宙科学者の津田雄一が文庫版の帯に推薦コピーがあしらわれている。
2017年（平成29年）時点で、中公文庫版では70万部に達している。2024年（令和6年）新版刊行時には、100万部突破と表記された。
一方で、その内容の一部については批判もある。例えば森本忠夫は、物質的・技術的格差を重視する立場を取っており、本書でのレイテ海戦への評価について、組織論に重きを置きすぎ、日本側に勝機があったかのような記述や、戸部の栗田健男に対する評価（「戦略不適応」で「作戦全体の戦略的目的と自分に課せられた任務とを十分に理解していたとはいえなかった」）に対して「全く的を得ていないと筆者は思う。栗田提督は作戦の目的や任務を理解していなかったのではなくて、作戦と任務そのものに反対していたのだ」と「主観主義的な観点から栗田の"退却"を無批判に非難する所論」の一つとして、批判を行っている。

## 著者
- 戸部良一 - 防衛大学校助教授、国際日本文化研究センター教授（2009年 - 2014年）、帝京大学教授（2014年 - 2019年）。
- 寺本義也 - 明治学院大学教授、のち早稲田大学商学学術院教授ほか。
- 鎌田伸一 - 防衛大学校助教授、防衛大学校教授（1990年 - ）[7][8]。
- 杉之尾孝生 - 防衛大学校助教授、防衛大学校教授（ - 2001年）。
- 村井友秀 - 防衛大学校助教授、防衛大学校教授・図書館長（2007-2010）、2015年退官[9][10]。のち東京国際大学教授。
- 野中郁次郎 - 一橋大学教授（研究は防衛大学校教授時代）、のち富士通総研理事長ほか。

### 続編
- 2005年8月：『戦略の本質 戦史に学ぶ逆転のリーダーシップ』（日本経済新聞社）- 著者は上記6名（日経ビジネス人文庫、2008年、新版2024年）で再刊
- 2012年（平成24年）7月：『失敗の本質―戦場のリーダーシップ篇』（野中郁次郎編・杉之尾宜生、戸部良一、土居征夫、河野仁、山内昌之、菊澤研宗、ダイヤモンド社）
- 2014年（平成26年）11月：『国家経営の本質―大転換期の知略とリーダーシップ』（戸部良一、寺本義也、野中郁次郎編著、日本経済新聞出版社）-「国家戦略の本質」（日経ビジネス人文庫、2020年）で再刊
- 2019年（令和元年）12月：『知略の本質―戦史に学ぶ逆転と勝利』（野中郁次郎、戸部良一、河野仁、麻田雅文、日本経済新聞出版）
- 2024年（令和6年）12月：『「失敗の本質」を超えて―安全保障を現場から考える』（野中郁次郎編、日本経済新聞出版）- 以上全6部作で約40年間続いた研究は完結。

## 補足
防衛大学校校長だった猪木正道の承認と激励で、野中郁次郎は防衛大学校に異動し資料の自由利用が保障された。
野中はその後も組織論の観点から軍事史の研究著述を続け、1995年に単著で『アメリカ海兵隊 非営利型組織の自己革新』（中公新書）を、2014年に共著で『史上最大の決断 「ノルマンディー上陸作戦」を成功に導いた賢慮のリーダーシップ』（ダイヤモンド社）を刊行した。
2022年に野中は『「失敗の本質」を語る なぜ戦史に学ぶのか』（聞き手・前田裕之、日経プレミアシリーズ・新書判）を刊行し、本書の生み出された経緯と完成のプロセスを述べた。
『組織は人なり』（ナカニシヤ出版、2009年）（野中郁次郎監修・東京電力技術開発研究所ヒューマンファクターグループ編著）の第4章（咲川孝・成田康修著）では、『失敗の本質』に関する解説がなされている。